# Choral-Synagoge (Minsk)

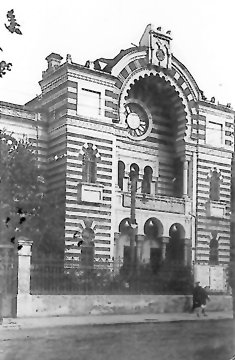
Choral-Synagoge in Minsk (Anfang des 20. Jahrhunderts)

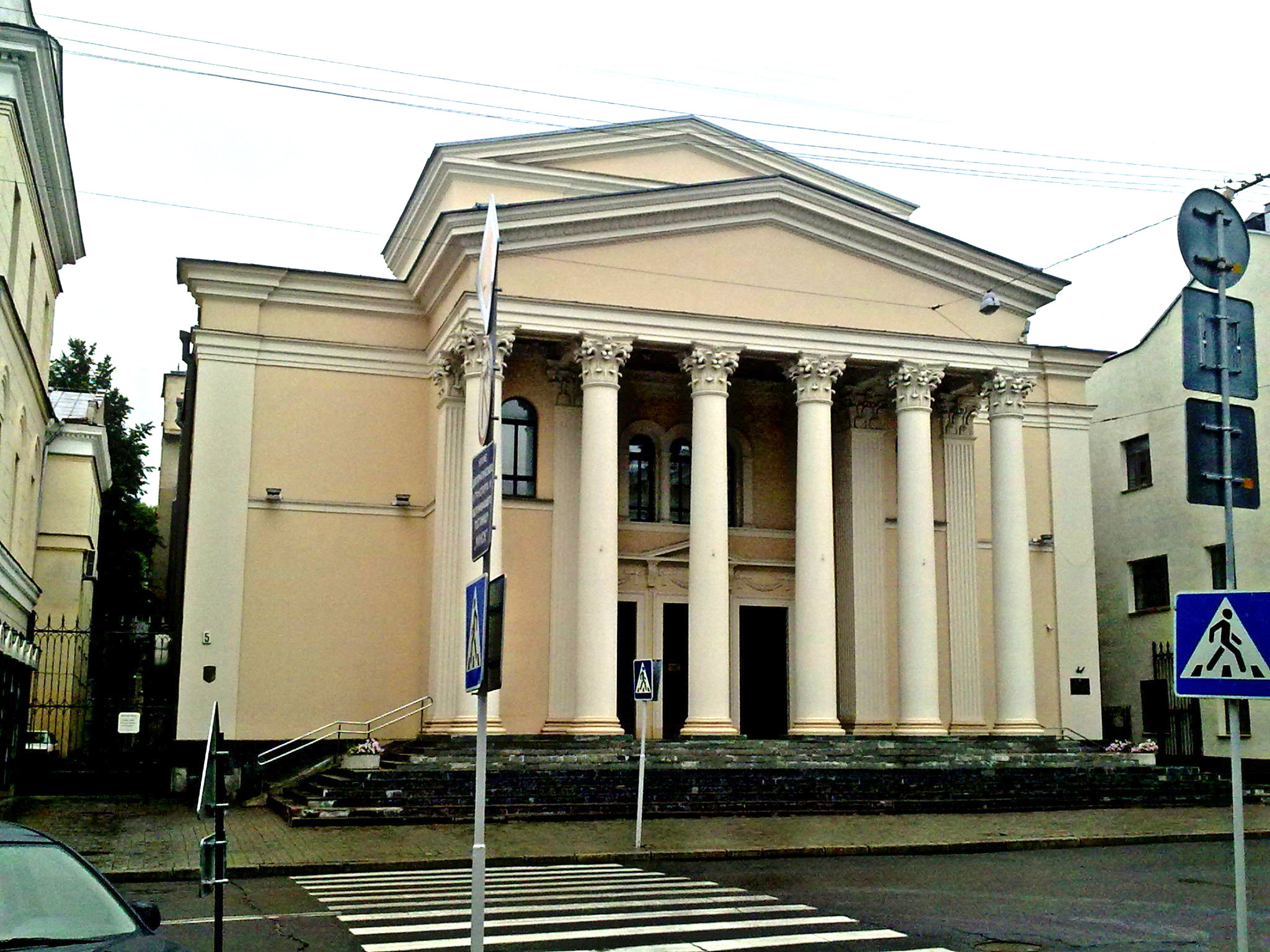
Das Gebäude heute, Sitz des Maxim-Gorki-Nationaltheaters

Die Choral-Synagoge in Minsk, der Hauptstadt von Belarus, wurde von 1901 bis 1906 errichtet und von 1921 bis 1923 zum Jüdischen Theater umgebaut.
In Minsk war vor 1941 der Anteil der jüdischen Bevölkerung hoch. Der überwiegende Teil der jüdischen Bevölkerung wurde von den deutschen Besatzern während des Zweiten Weltkriegs ermordet.
Die profanierte Synagoge wurde zum Sitz des Maxim-Gorki-Nationaltheaters.